# Jean-Thomas Vendre
Jean-Thomas Vendre est un homme politique français, né le 12 décembre 1818 au Grand-Serre (Drôme) et décédé le 1er février 1873, à Grenoble (Isère).

## Biographie
Ingénieur civil, il capitaine-commandant de la compagnie de sapeurs-pompiers de Grenoble de 1849 à 1863, pour laquelle il fonde une caisse de retraites.
Il est maire de Grenoble de 1865 à 1870, conseiller général et député de l'Isère de 1869 à 1870, siégeant dans la majorité soutenant le Second Empire. Durant son mandat, le pont de la citadelle est mis en service, l'hôtel de préfecture de l'Isère et le musée-bibliothèque de Grenoble ouvrent au public.
Il est inhumé au cimetière Saint-Roch de Grenoble.
Il a été membre de la loge Les Amis réunis.

## Sources
- « Jean-Thomas Vendre », dans Adolphe Robert et Gaston Cougny, Dictionnaire des parlementaires français, Edgar Bourloton, 1889-1891 [détail de l’édition]
- Léon Plantier et Émile Gardet, Histoire des sapeurs-pompiers de la ville de Grenoble, Grenoble, 1962, page 94.